# Konstantínos Skandalídis
Konstantínos Skandalídis, dit parfois Kóstas Skandalídis (en grec moderne : Κωνσταντίνος Σκανδαλίδης ou Κώστας Σκανδαλίδης), né le 11 janvier 1953 à Kos, est un homme politique grec membre du Mouvement socialiste panhellénique (PASOK).
Député socialiste au Parlement depuis juin 1989, il est ministre de la Mer Égée entre 1993 et 1994, puis ministre de l'Intérieur jusqu'en 1995, et de nouveau entre 2001 et 2004. En 2010, il devient ministre du Développement rural jusqu'en 2012.
Il tente sans succès en 2007 d'être élu président du PASOK, étant largement distancé par le vainqueur Giórgos Papandréou et Evángelos Venizélos.

## Biographie
Il est élu député du Dodécanèse au Parlement lors des élections législatives du 18 juin 1989. À partir des élections législatives du 9 avril 2000, il représente la première circonscription d'Athènes.
Nommé ministre de la Mer Égée lors de la formation du troisième gouvernement d'Andréas Papandréou le 13 octobre 1993, il devient le 8 juillet 1994 ministre de l'Intérieur. Il occupe ce poste jusqu'au 15 septembre 1995, puis quitte le gouvernement.
Il y fait son retour six ans plus tard, quand Konstantínos Simítis le nomme ministre de l'Intérieur, de l'Administration publique et de la Décentralisation le 24 octobre 2001 dans son troisième exécutif. Il est relevé de son poste le 13 février 2004 au profit du technocrate Nikólaos-Michaíl Alevizátos.
Il se présente le 11 novembre 2007 à l'élection du président du PASOK, contre le sortant Giórgos Papandréou et Evángelos Venizélos. Avec 5,7 % des voix, il termine troisième et se trouve largement distancé par Venizélos, défait également avec 38,2 %, et Papandréou, vainqueur avec 55,9 % des suffrages.
Le 7 septembre 2010, le Premier ministre Giórgos Papandréou l'appelle pour siéger au sein de son cabinet en tant que ministre du Développement rural et de l'Alimentation, à l'occasion d'un remaniement ministériel. Il est confirmé le 11 novembre 2011 dans le gouvernement d'unité nationale de Loukás Papadímos, puis est relevé de ses fonctions à l'issue de la législature, le 17 mai 2012.